# Dryophytes chrysoscelis
Dryophytes chrysoscelis is een kikker uit de familie boomkikkers (Hylidae).

## Naam
De soort werd voor het eerst wetenschappelijk beschreven door Edward Drinker Cope in 1880. Oorspronkelijk werd de wetenschappelijke naam Hyla femoralis chrysoscelis gebruikt. De soort stond lange tijd bekend onder de wetenschappelijke naam Hyla chrysoscelis.

## Uiterlijke kenmerken
Dryophytes chrysoscelis boomkikker lijkt op de grijze boomkikker (Dryophytes versicolor), en heeft een donkere dunne landkaarttekening op de rug die soms lijkt op een zeer grove nettekening met dunne lijnen. Verder heeft deze soort een groengrijze kleur, een lichter vlekje onder ieder oog, een ruwe maar geen wrattige huid en een sterk gedrongen lichaam. Deze soort kan sterk van kleur veranderen; van witgrijs tot donkergroen en diverse bruintinten. Sommige exemplaren kunnen tot 6 cm lang worden, maar meestal ligt de lengte tussen de 3 en 5 centimeter. De soortnaam chrysoscelis betekent gouden (chrysos) benen (scelis), en verwijst naar de gele tot rode kleur aan de binnenzijde van de dijen die als schrikkleur dient. Ook de grijze boomkikker en verschillende andere soorten kikkers hebben dergelijke schrikkleuren.

## Algemeen

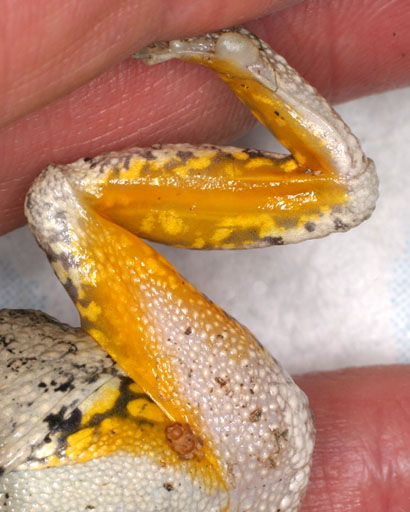
De schrikkleur van de achterpoten.

Dryophytes chrysoscelis komt endemisch voor in de Verenigde Staten, in de staten Alabama, Arkansas, Florida, Georgia, Iowa, Illinois, Indiana, Kansas, Kentucky, Louisiana, Maryland, Michigan, Minnesota, Missouri, Mississippi, North Carolina, Nebraska, New Jersey, Ohio, Oklahoma, Pennsylvania, South Dakota, Tennessee, Virginia, Washington D.C., Wisconsin en West Virginia.
Naast verschillen in de genen (de grijze boomkikker heeft er twee keer zoveel en is tetraploïd) onderscheidt de soort zich van de grijze boomkikker door enkele verschillen in het verspreidingsgebied en de paarroep van de mannetjes. De lokroep is een luid zoemend geluid dat kilometers ver reikt. Mannelijke exemplaren maken een sneller en hoger geluid dan grijze boomkikkers. De afzet van de eieren vindt vaak plaats in tijdelijke poelen. Het voedsel bestaat uit allerlei kleine ongewervelden.